# Championnats d'Asie d'athlétisme en salle 2024
Navigation
2023 2026
Les 10es Championnats d'Asie d'athlétisme en salle se déroulent les 17 et 18 février 2024 à Téhéran en Iran, sous l'égide de l'Association asiatique d'athlétisme.

## Résultats

### Hommes
| Épreuve               | Or                                                                         | Or         | Argent                                                                                        | Argent                 | Bronze                                                                    | Bronze       |
| --------------------- | -------------------------------------------------------------------------- | ---------- | --------------------------------------------------------------------------------------------- | ---------------------- | ------------------------------------------------------------------------- | ------------ |
| 60 mètres             | Ali Anwar Al-Balushi (OMA)                                                 | 6.52       | Shūhei Tada (JPN)                                                                             | 6.56                   | Jo Kum Ryong (PRK)                                                        | 6.66         |
| 400 mètres            | Sajad Aghaei (IRN)                                                         | 47.95      | Mohammad Jahir Rayhan (BAN)                                                                   | 48.10 NR               | Yasir Ali Al-Saadi (IRQ)                                                  | 48.40        |
| 800 mètres            | Ebrahim al-Zofairi (KUW)                                                   | 1:46.80 CR | Sobhan Ahmadi (IRN)                                                                           | 1:47.04                | Abubaker Haydar Abdalla (QAT)                                             | 1:47.74      |
| 1 500 mètres          | Nursultan Keneshbekov (KGZ)                                                | 3:49.10 NR | Abdirahman Saeed Hassan (QAT)                                                                 | 3:49.31                | Ali Amirian (IRN)                                                         | 3:49.33      |
| 3 000 mètres          | Nursultan Keneshbekov (KGZ)                                                | 8:08.85    | Amir Zamanpour (IRN)                                                                          | 8:09.58                | Maxim Frolovskiy (KAZ)                                                    | 8:17.17      |
| 60 mètres haies       | David Yefremov (KAZ)                                                       | 7.60 =CR   | Qin Weibo (CHN)                                                                               | 7.63                   | John Cabang (PHI)                                                         | 7.64         |
| Relais 4 × 400 mètres | Kazakhstan Andrey Sokolov Elnur Mukhitdinov Vyacheslav Zems Yefim Tarassov | 3:12.05    | Irak Taha Hussein Yaseen Ihab Jabbar Hashim Mohammed Abdulridha al-Tameemi Yasir Ali al-Saadi | 3:12.09 Modèle:AthAbbr | Iran Arash Sayyari Mir Mohammad Taleei Mohammad Sajjad Aghaei Ali Amirian | 3:13.96      |
| Saut en hauteur       | Ryoichi Akamatsu (JPN)                                                     | 2.19       | Yuto Seko (JPN)                                                                               | 2.19                   | Mahfuzur Rahman (BAN) Ma Jia (CHN)                                        | 2.15 NR 2.15 |
| Saut à la perche      | Zhong Tao (CHN)                                                            | 5.65       | Song Haoyang (CHN)                                                                            | 5.60                   | Hussain al-Hizam (KSA)                                                    | 5.55         |
| Saut en longueur      | Zhang Mingkun (CHN)                                                        | 7.97       | Yuto Toriumi (JPN)                                                                            | 7.89                   | Daiki Oda (JPN)                                                           | 7.76         |
| Triple saut           | Su Wen (CHN)                                                               | 16.74      | Kim Jangwoo (KOR)                                                                             | 16.37                  | Ivan Denisov (UZB)                                                        | 16.18        |
| Lancer du poids       | Tejinder Pal Singh Toor (IND)                                              | 19.72 NR   | Ivan Ivanov (KAZ)                                                                             | 19.08                  | Mehdi Saberi (IRN)                                                        | 18.74        |
| Heptathlon            | Yuma Maruyama (JPN)                                                        | 5767       | Zakhiriddin Shokirov (UZB)                                                                    | 5353                   | Amir Mehdi Hanifeh (IRN)                                                  | 5124         |

### Femmes
| Épreuve               | Or                                                                         | Or           | Argent                                                            | Argent     | Bronze                                                                             | Bronze  |
| --------------------- | -------------------------------------------------------------------------- | ------------ | ----------------------------------------------------------------- | ---------- | ---------------------------------------------------------------------------------- | ------- |
| 60 mètres             | Farzaneh Fasihi (IRN)                                                      | 7.20 =CR, NR | Olga Safronova (KAZ)                                              | 7.35       | Supanich Poolkerd (THA)                                                            | 7.38    |
| 400 mètres            | Nanako Matsumoto (JPN)                                                     | 55.14        | Nazanin Fatemeh Eidian (IRN)                                      | 55.33      | Kazhan Rostami (IRN)                                                               | 55.35   |
| 800 mètres            | Toktam Dastarbandan (IRN)                                                  | 2:09.17 NR   | Negin Azari Edalat (IRN)                                          | 2:11.43    | Akbayan Nurmamet (KAZ)                                                             | 2:13.10 |
| 1 500 mètres          | Harmilan Bains (IND)                                                       | 4:29.55      | Ainuska Kalil Kyzy (KGZ)                                          | 4:35.29    | Aiana Bolatbekkyzy (KAZ)                                                           | 4:37.20 |
| 3 000 mètres          | Yuma Yamamoto (JPN)                                                        | 9:16.71      | Ankita Dhyani (IND)                                               | 9:26.22    | Ainuska Kalil Kyzy (KGZ)                                                           | 9:27.18 |
| 60 mètres haies       | Jyothi Yarraji (IND)                                                       | 8.12 NR      | Asuka Terada (JPN)                                                | 8.21       | Lui Lai Yiu (HKG)                                                                  | 8.26 NR |
| Relais 4 × 400 mètres | Kazakhstan Adelina Zems Anna Shumilo Mariya Shuvalova Kristina Kondrashova | 3:41.08      | Iran Kazhan Rostami Shahla Mahmoudi Maryam Mohebi Nazanin Fatemeh | 3:41.72 NR | Ouzbékistan Laylo Allaberganova Lidiya Podsepkina Nurxon Ochilova Ogiloy Norboyeva | 4:12.43 |
| Saut en hauteur       | Yelizaveta Matveyeva (KAZ)                                                 | 1.86         | Shao Yuqi (CHN)                                                   | 1.86       | Lu Jiawen (CHN)                                                                    | 1.83    |
| Saut à la perche      | Li Ling (CHN)                                                              | 4.51         | Niu Chunge (CHN)                                                  | 4.41       | Mahsa Mirzatabibi (IRN)                                                            | 4.10    |
| Saut en longueur      | Xiong Shiqi (CHN)                                                          | 6.55         | Tan Mengyi (CHN)                                                  | 6.50       | Yue Nga Yan (HKG)                                                                  | 6.45 NR |
| Triple saut           | Chen Jie (CHN)                                                             | 13.63        | Zeng Rui (CHN)                                                    | 13.61      | Mariya Yefremova (KAZ)                                                             | 13.48   |
| Lancer du poids       | Sun Yue (CHN)                                                              | 17.65        | Malika Nasreddinova (UZB)                                         | 15.42      | Elham Hashemi (IRN)                                                                | 14.27   |
| Pentathlon            | Zheng Ninali (CHN)                                                         | 4130         | Fatemeh Mohitizadeh (IRN)                                         | 3970       | Alina Chistyakova (KAZ)                                                            | 3818    |

## Légende
Records et Performances
- AR : Record continental (area record)
- CR : Record des championnats (championship record)
- MR : Record du meeting (meet record)
- NR : Record national (national record)
- OR : Record olympique (olympic record)
- PR : Record paralympique (paralympic record)
- PB : Record personnel (personal best)
- SB : Meilleure performance personnelle de la saison (season's best)
- WL : Meilleure performance mondiale de l'année (world leader)
- WJR : Record du monde junior (world junior record)
- WR : Record du monde (world record)

Circonstances et Conditions
- DNF : N'a pas terminé (did not finish)
- DNS : N'a pas pris le départ (did not start)
- DQ : Disqualification (disqualification)
- NM : Aucun essai valable enregistré (No Mark)
- Q : Qualifié « directement » au prochain tour (ou à la prochaine compétition), lors d'une compétition majeure, grâce au classement ou à la réalisation des minima (automatic qualifier)
- q : Qualifié au prochain tour (ou à la prochaine compétition), lors d'une compétition majeure, grâce au repêchage ou à la réalisation de l'une des meilleures performances parmi celles des « non qualifiés directement » (grâce au meilleur temps ou à la meilleure distance par exemple) (secondary qualifier)